# Horst Wolter
Pour les articles homonymes, voir Wolter.
Horst Wolter est un footballeur allemand né le 8 juin 1942 à Berlin. Il joue au poste de gardien de but du début des années 1960 au milieu des années 1970. Il fait la majorité de sa carrière professionnelle à l'Eintracht Brunswick avant de rejoindre l'Hertha Berlin.
Il compte treize sélections en équipe d'Allemagne de l'Ouest et dispute la Coupe du monde 1970 au Mexique.

## Carrière
- 1963-1972 : Eintracht Brunswick
- 1972-1977 : Hertha Berlin

## Palmarès
- 13 sélections et 0 but avec l'équipe de RFA entre 1967 et 1970.